# Kompolje (Otocsán)
Kompolje falu Horvátországban Lika-Zengg megyében. Közigazgatásilag Otocsánhoz tartozik

## Fekvése
Zenggtől légvonalban 21 km-re, közúton 31 km-re délkeletre, községközpontjától 10 km-re északnyugatra a Mala Kapela és a Velebit-hegység között a Gacka folyó völgyében az A1-es autópálya mellett fekszik.

## Története
A régészeti leletek tanúsága szerint Kompolje területe már a késő bronzkorban és a vaskorban is lakott volt. A Crkvina nevű magaslaton a japodok Avendo nevű vára állt a máig látható teraszokkal, melyeken jellegzetes házaikat felépítették. Két nagy temetőjében több mint nyolcszáz gazdag mellékletekkel ellátott sírt tártak fel. A leletek között bronztárgyak, üveg és borostyánkő ékszerek, nyakláncok kerültek elő. A leletek közül kiemelkednek az etruszk hatást tükröző borostyánkő antropomorf (ember alakú) figurák. A leleteket az otocsáni Gacka múzeumban és a zágrábi régészeti múzeumban őrzik. A rómaiak i. e. 33-ban foglalták el ezt a vidéket, amely azonban nem halt ki. A japodok idővel alkalmazkodtak a római uralomhoz. Ebből a korból származik a Crkvinán talált Jupiternek szentelt áldozati oltár.
Kompolje első írásos említése 1654-ben történt, azonban a település minden bizonnyal ennél sokkal régibb. Az ezt igazoló dokumentumok sajnos megsemmisültek. Számos Frangepán okirat semmisült meg Otocsánban tűzvész következtében. A település régebbi eredetéről tanúskodik a régi lakosság 15. századi végi és 16. század eleji elűzése előtt épített templom maradványa. A középkorban ez a terület a Gusić család birtoka volt. A település nevét a latin „campus” (mező) főnév „campelus” (mezőcske) kicsinyítős változatából eredeztetik. Valvasor 17. századi történetíró Krajna leírásáról szóló 1689-ben kiadott művében („Slava vojvodine Kranjske“) a „Compala“ nevet használja. A mai név ennek szlávosításából származik. Az ószláv „kom” (magaslat) szóból való eredeztetése sokkal kevésbé valószínű.
A 17. században a török által meghódított területekről katolikus horvát és bunyevác, valamint pravoszláv vlah menekültek érkeztek. 1691-ben részben a ma Szlovéniához tartozó Krajna, részben a horvát Hegyvidék (Gorski kotar) területéről érkeztek ide családok. Lakói a letelepedést követően katonai szolgálatra voltak kötelezettek. Kompolje az otocsáni kapitánysághoz, majd a határőrvidék 1746-os átszervezése után az otocsáni ezred brlogi századához tartozott. A 18. század második felében a lakosság megoszlásának megfelelően Kompolje két részből („Hrvatsko Kompolje” és „Vlaško Kompolje”) állt. A katonai határőrvidékek 1881-es megszüntetése után területüket integrálták a polgári közigazgatásba, így Kompolje Lika-Korbava vármegye és Brlog község része lett.
A lakosság betelepülése utáni első szakrális épületet, a Szent István kápolnát 1723-ban említik először. A kápolna nem sokkal korábban épülhetett és körülötte temető volt. A kápolnát 1759-ben megújították. 1772-ben az otocsáni plébánia filiájaként említik. Akkoriban az egész Gacka-völgy egy plébániához tartozott. Ezt követően az épületet még egyszer, 1776-ban újították fel. Úgy látszik, hogy a kápolna idővel kicsi lett a falu népességének, ezért 1802-ben a hívek új és nagyobb templom építésébe kezdtek. Mivel az építés elhúzódott a régi kápolnát sem bontották még le. 1807-ben megalapították az önálló kompoljei plébániát. A plébániát 1818-ban építették fel, bár egy a káplán szállásául szolgáló épület már 1772-óta állt a faluban. Amint az a korabeli feljegyzésekből ismert Kompoljén még egy Szent György tiszteletére szentelt templom is állt valószínűleg azon a magaslaton, amelyet ma Crkvinának neveznek. Először Valvasor tesz róla említést 1689-ben, majd már romos épületként szerepel Luka Devčić 1740-es urbáriumában is. 1998-ban a Crkvina dombon ásatásokat végeztek, mely során két faragott követ találtak. Közülük az egyik a templom kapujának záróköve lehetett. Odébb emberi csontvázak kerültek elő, melyek valószínűleg a templom körüli egykori temetőből származnak.
A falunak 1857-ben 828, 1910-ben 1018 lakosa volt. A trianoni békeszerződésig Lika-Korbava vármegye Otocsáni járásához tartozott. Ezt követően előbb a Szerb–Horvát–Szlovén Királyság, majd Jugoszlávia része lett. A templomot a második világháború idején súlyos károk érték. 1943 április elején a falut partizánok foglalták el és április 5-én olasz bombatámadás érte. Az egyik bomba a templom hajóját találta el beszakítva a tetőt és a boltozatot, megbontva a hajó nyugati falát. A háború után a statikusan megroggyant épületet négy kereszttartóvas beépítésével erősítették meg. 1957-ben Kompoljét Brlog község megszüntetése után Otocsánhoz csatolták, ahova a mai napig is tartozik. Jugoszlávia felbomlása után 1991-ben a független Horvátország része lett. A honvédő háború idején Kompolje horvát többségű lakossága nehéz helyzetbe került, hiszen szerb többségű falvak (Hrvatsko Polje, Brlog, Drenov Klanac, Ponori, Orovac) vették körül. A kezdetben verbális ellenségeskedés akkor vált tettlegessé, amikor 1991 őszén Kompoljéra gránátok kezdtek hullani. Az elsődleges célok az iskola és a templom voltak. Később már a házakat is lőtték. Szeptember 20-án a jugoszláv hadsereg repülőgépei rakétákkal lőtték az iskolát, amely kigyulladt és leégett, majd 24-én találat érte a templom tornyát és a plébánia épületének tetőszerkezetét is. Az ágyúlövedékek és aknagránátok 1992. január 3-ig, a fegyverszünet életbe lépéséig hullottak a településre. A templom tornyát 1997-ben teljesen újjáépítették és rézlemezekkel borították. 2011-ben 346 lakosa volt.

## Lakosság

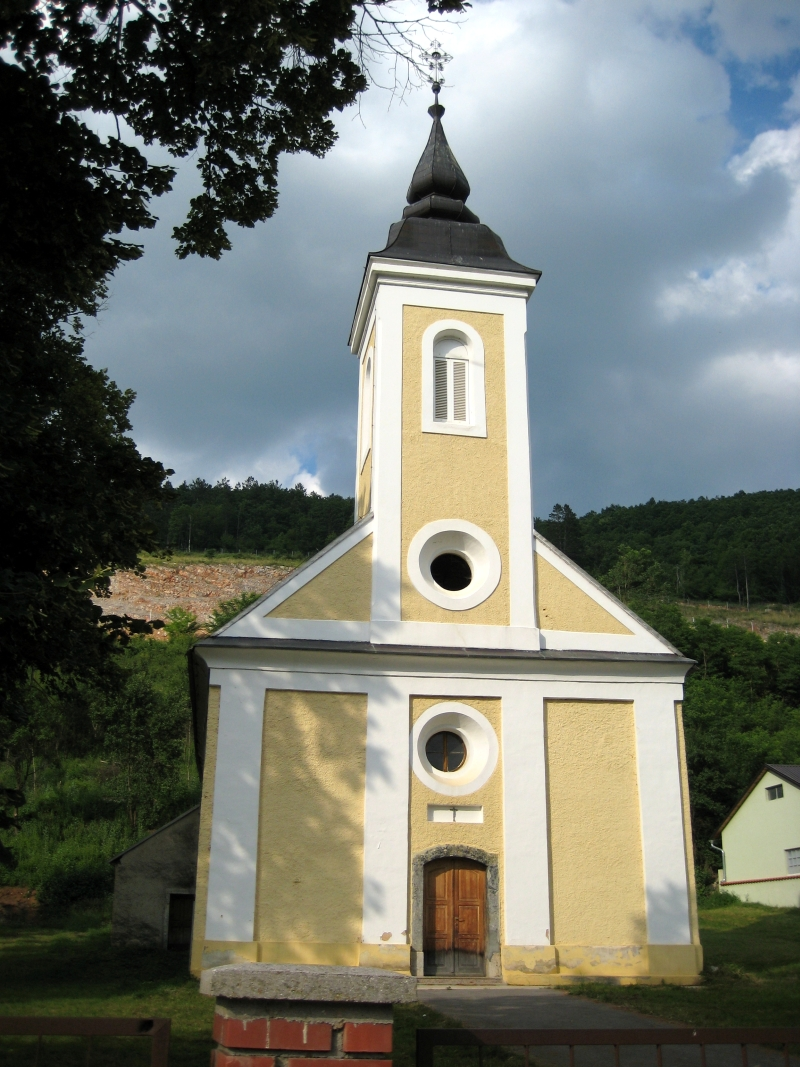
A Szent István plébániatemplom

| Lakosság változása | Lakosság változása | Lakosság változása | Lakosság változása | Lakosság változása | Lakosság változása | Lakosság változása | Lakosság változása | Lakosság változása | Lakosság változása | Lakosság változása | Lakosság változása | Lakosság változása | Lakosság változása | Lakosság változása | Lakosság változása |
| ------------------ | ------------------ | ------------------ | ------------------ | ------------------ | ------------------ | ------------------ | ------------------ | ------------------ | ------------------ | ------------------ | ------------------ | ------------------ | ------------------ | ------------------ | ------------------ |
| 1857               | 1869               | 1880               | 1890               | 1900               | 1910               | 1921               | 1931               | 1948               | 1953               | 1961               | 1971               | 1981               | 1991               | 2001               | 2011               |
| 828                | 916                | 900                | 942                | 1.020              | 1.018              | 950                | 845                | 859                | 798                | 613                | 561                | 543                | 481                | 386                | 356                |

## Nevezetességei
- Szent István első vértanú tiszteletére szentelt plébániatemploma[4] 1802-ben épült barokk stílusban. A templom egyhajós épület, négyszögletes szentéllyel, csehsüveg boltozattal. A szentélyt a hajótól diadalív választja el. Harangtornya a homlokzat felett magasodik. Barokk berendezéséből értékes a fából faragott oltár a védőszent képével, a szószék és a keresztelőmedence. A templom 23,43 méter hosszú és 9,70 méter széles, tornya 24,43 méter magas. Három oltára van, a bal oldali mellékoltár Szent György, a jobb oldali Szűz Mária tiszteletére van szentelve. Két nagy kristálycsillárja a háborúban semmisült meg. Tornyában három harang található, melyek 1922-ben, 1928-ban és 1710-ben készültek.
- Brlog és Kompolja között a Gusić mezőn egy Szent Pál templom romjai is látszanak.